# Mistrovství Evropy juniorů v atletice 1991
11. Mistrovství Evropy juniorů v atletice – sportovní závod organizovaný EAA se konal ve  Řecku a to Soluni. Závod s odehrál od 8. srpna – 11. srpna 1991. 

## Výsledky

### Muži
| Soutěž              | Zlato                                                                                     | Výkon    | Stříbro                                                                       | Výkon    | Bronz                                                                             | Výkon    |
| 100 m               | Darren Campbell                                                                           | 10,46    | Konstantin Gromadskij                                                         | 10,55    | Alessandro Orlandi                                                                | 10,55    |
| 200 m               | Darren Campbell                                                                           | 20,61    | Oganes Mkrtčjan                                                               | 21,00    | Gerald Aust                                                                       | 21,12    |
| 400 m               | David Grindley                                                                            | 45,41    | Mark Richardson                                                               | 45,53    | Florian Hennig                                                                    | 46,42    |
| 800 m               | Curtis Robb                                                                               | 1:48,23  | Alexej Olejnikov                                                              | 1:48,63  | Václav Hrich                                                                      | 1:49,19  |
| 1500 m              | Mateo Cañellas                                                                            | 3:53,11  | Andrej Bulkovskij                                                             | 3:53,61  | Claus Wittekind                                                                   | 3:53,66  |
| 5000 m              | Mark Carroll                                                                              | 14:19,88 | Cyrille Ballester                                                             | 14:21,33 | Juan Luis Gómez                                                                   | 14:21,77 |
| 10 000 m            | Danilo Goffi                                                                              | 30:18,62 | Jurij Čižov                                                                   | 30:21,97 | Antonio Román                                                                     | 30:54,55 |
| Běh na 20 000 metrů | Juan Franc Sánchez                                                                        | 1:06:20  | Marco Orsi                                                                    | 1:06:46  | Vladimir Radileckij                                                               | 1:06:54  |
| 110 m překážek      | Sven Göhler                                                                               | 13,95    | Jevgenij Pečonkin                                                             | 14,06    | Claude Edorh                                                                      | 14,26    |
| 400 m překážek      | Alexandr Belikov                                                                          | 50,29    | Ashraf Saber                                                                  | 51,21    | Daniel Blochwitz                                                                  | 51,25    |
| 3000 m překážek     | Georgios Loucaides                                                                        | 8:49,24  | Steffen Brandis                                                               | 8:50,01  | Jim Svenøy                                                                        | 8:50,02  |
| Štafeta 4 × 100 m   | Sovětský svaz Alexandr Porchomovskij Sergej Osovič Vitalij Semjonov Konstantin Gromadskij | 39,79    | Spojené království David Jackson Mark Richardson Jamie Baulch Darren Campbell | 39,86    | Francie Modeste Seymour Sébastien Carrat Sébastien Sayé Stéphane Cali             | 40,03    |
| Štafeta 4 × 400 m   | Spojené království Kent Ulyatt Adrian Patrick Mark Richardson David Grindley              | 3:07,22  | Polsko Dariusz Zielenkiewicz Tomasz Czubak Artur Gąsiewski Paweł Januszewski  | 3:08,18  | Sovětský svaz Vitalij Sviriděnko Andrej Inozemcev Ingus Sviklins Alexandr Belikov | 3:10,34  |
| Chůze na 10 000 m   | Ilja Markov                                                                               | 41:11,22 | Grzegorz Muller                                                               | 41:13,00 | Michele Didoni                                                                    | 42:16,68 |
| Skok do výšky       | Steven Smith                                                                              | 2,29 m   | Sergej Kljugin                                                                | 2,27 m   | Petar Malesev                                                                     | 2,25 m   |
| Skok o tyči         | Gérald Baudouin                                                                           | 5,50 m   | Alexandr Korčagin                                                             | 5,30 m   | Tim Lobinger                                                                      | 5,20 m   |
| Skok daleký         | Steven Phillips                                                                           | 7,91 m   | Marias Ghansah                                                                | 7,82 m   | Georg Ackermann                                                                   | 7,74 m   |
| Trojskok            | Tosi Fasinro                                                                              | 16,68 m  | Karsten Richter                                                               | 16,34 m  | Jaroslav Ivanov                                                                   | 16,34 m  |
| Vrh koulí           | Alexej Šidlovskij                                                                         | 18,40 m  | Andrej Šapran                                                                 | 17,61 m  | Ralf Kahles                                                                       | 17,12 m  |
| Hod diskem          | Uladzimir Dubrouščyk                                                                      | 60,58 m  | Johannes Kerälä                                                               | 54,86 m  | Gennadij Barsegjan                                                                | 53,50 m  |
| Hod kladivem        | Ruslan Dikij                                                                              | 70,06 m  | Marcel Kunkel                                                                 | 68,94 m  | Balázs Kiss                                                                       | 68,40 m  |
| Hod oštěpem         | Alexej Ščepin                                                                             | 75,20 m  | Jarkko Heimonen                                                               | 75,00 m  | Aki Parviainen                                                                    | 74,70 m  |
| Desetiboj           | Vitalij Kolpakov                                                                          | 7 813    | Tomáš Dvořák                                                                  | 7 748    | Jarko Finni                                                                       | 7 479    |

### Ženy
| Soutěž            | Zlato                                                                     | Výkon    | Stříbro                                                                             | Výkon    | Bronz                                                                      | Výkon    |
| 100 m             | Žanna Tarnopolská                                                         | 11,35    | Marcia Richardson                                                                   | 11,62    | Berrina Zipp                                                               | 11,64    |
| 200 m             | Žanna Tarnopolská                                                         | 23,56    | Giada Gallina                                                                       | 23,83    | Katherine Merry                                                            | 23,84    |
| 400 m             | Donna Fraser                                                              | 52,54    | Anja Rücker                                                                         | 52,73    | Wiebke Steffen                                                             | 53,42    |
| 800 m             | Aurica Rautu                                                              | 2:04,18  | Fabia Trabaldo                                                                      | 2:04,75  | Séverine Foulon                                                            | 2:05,07  |
| 1500 m            | Malin Ewerlöf                                                             | 4:15,43  | Fabia Trabaldo                                                                      | 4:15,58  | Olga Jegorovová                                                            | 4:17,09  |
| 3000 m            | Gabriela Szabóová                                                         | 9:19,28  | Gunhild Halle                                                                       | 9:22,48  | Milka Michajlova                                                           | 9:23,56  |
| 10 000 m          | Dörte Köster                                                              | 35:10,30 | Inna Kozina                                                                         | 35:23,68 | Ana Nanu                                                                   | 35:24,24 |
| 100 m překážek    | Keri Maddox                                                               | 13,39    | Petra Huybrechtse                                                                   | 13,44    | Sam Baker                                                                  | 13,61    |
| 400 m překážek    | Nelli Woronkowa                                                           | 56,89    | Christina Sonderegger                                                               | 58,06    | Åsa Carlsson                                                               | 58,23    |
| Štafeta 4 × 100 m | Německo Katharina Gaus Gabi Rockmeier Birgit Rockmeier Silke Lichtenhagen | 44,46    | Spojené království Lisa Armstrong Marcia Richardson Donna Fraser Katharine Merryová | 44,57    | Itálie Elena Barangani Nadia Gaurino Giancarla Marinelli Giada Gallina     | 45,01    |
| Štafeta 4 × 400 m | Německo Andrea Bornscheuer Silvia Steimle Wiebke Steffen Anja Rücker      | 3:35,24  | Sovětský svaz Anna Kozak Natalja Šarova Žanna Tarnopolská Nelli Voronkova           | 3:37,30  | Rumunsko Georgeta Petrea Laura Itcu Mariana Florea Maria Magdalena Nedelcu | 3:38,45  |
| Chůze na 5 km     | Julija Koroljova                                                          | 21:57,60 | Susana Feitór                                                                       | 22:00,98 | Natalja Trofimova                                                          | 22:11,52 |
| Skok do výšky     | Manuela Aigner                                                            | 1,91 m   | Venelina Venevová                                                                   | 1,91 m   | Viktorija Fjodorova                                                        | 1,91 m   |
| Skok daleký       | Yinka Idowu                                                               | 6,60 m   | Ljudmila Galkinová                                                                  | 6,54 m   | Iva Prandževová                                                            | 6,50 m   |
| Trojskok          | Ljudmila Galkinová                                                        | 13,67 m  | Tatjana Maťašova                                                                    | 13,49 m  | Elena Dumitrascu                                                           | 13,31 m  |
| Vrh koulí         | Anja Gündler                                                              | 16,80 m  | Ilona Gersdorf                                                                      | 16,09 m  | Olga Iljina                                                                | 16,06 m  |
| Hod diskem        | Anja Gündler                                                              | 60,38 m  | Natalja Kapťuk                                                                      | 56,44 m  | Jelena Antonova                                                            | 54,30 m  |
| Hod oštěpem       | Chrisitne Gast                                                            | 56,30 m  | Nikola Tomečková                                                                    | 55,34 m  | Steffi Neriusová                                                           | 54,60 m  |
| Sedmiboj          | Natalja Sazanovičová                                                      | 5 896    | Natalie Teppe                                                                       | 5 868    | Astrid Retzke                                                              | 5 694    |

## Medailové pořadí
| Umístění | Stát               | Zlato | Stříbro | Bronz | Celkem |
| -------- | ------------------ | ----- | ------- | ----- | ------ |
| 1.       | Sovětský svaz      | 14    | 14      | 8     | 36     |
| 2.       | Spojené království | 11    | 4       | 2     | 17     |
| 3.       | Německo            | 8     | 5       | 12    | 25     |
| 4.       | Rumunsko           | 2     | 0       | 3     | 5      |
| 5.       | Španělsko          | 2     | 0       | 2     | 4      |
| 6.       | Itálie             | 1     | 5       | 3     | 9      |
| 7.       | Francie            | 1     | 2       | 2     | 5      |
| 8.       | Švédsko            | 1     | 1       | 1     | 3      |
| 9.       | Irsko              | 1     | 0       | 0     | 1      |
| 9.       | Kypr               | 1     | 0       | 0     | 1      |
| 11.      | Finsko             | 0     | 2       | 2     | 4      |
| 12.      | Československo     | 0     | 2       | 1     | 3      |
| 13.      | Polsko             | 0     | 2       | 0     | 2      |
| 14.      | Bulharsko          | 0     | 1       | 3     | 4      |
| 15.      | Norsko             | 0     | 1       | 1     | 2      |
| 16.      | Nizozemsko         | 0     | 1       | 0     | 1      |
| 16.      | Portugalsko        | 0     | 1       | 0     | 1      |
| 16.      | Švýcarsko          | 0     | 1       | 0     | 1      |
| 19.      | SFR Jugoslávie     | 0     | 0       | 1     | 1      |
| 19.      | Maďarsko           | 0     | 0       | 1     | 1      |
| Celkem   | Celkem             | 42    | 42      | 42    | 126    |